# Oberaula
Oberaula är en kommun i Schwalm-Eder-Kreis i det tyska förbundslandet Hessen. Oberaula, som för första gången omnämns i ett dokument från år 856, har cirka 3 000 invånare.
Kommunen bildades 1 april 1972 genom en sammanslagning av de tidigare kommunerna Oberaula och Hausen i den nya kommunen Oberaula. De tidigare kommunerna Friedigerode, Ibra, Olberode och Wahlshausen uppgick i Oberaula 1 januari 1974.